# Janusz Leon Wiśniewski

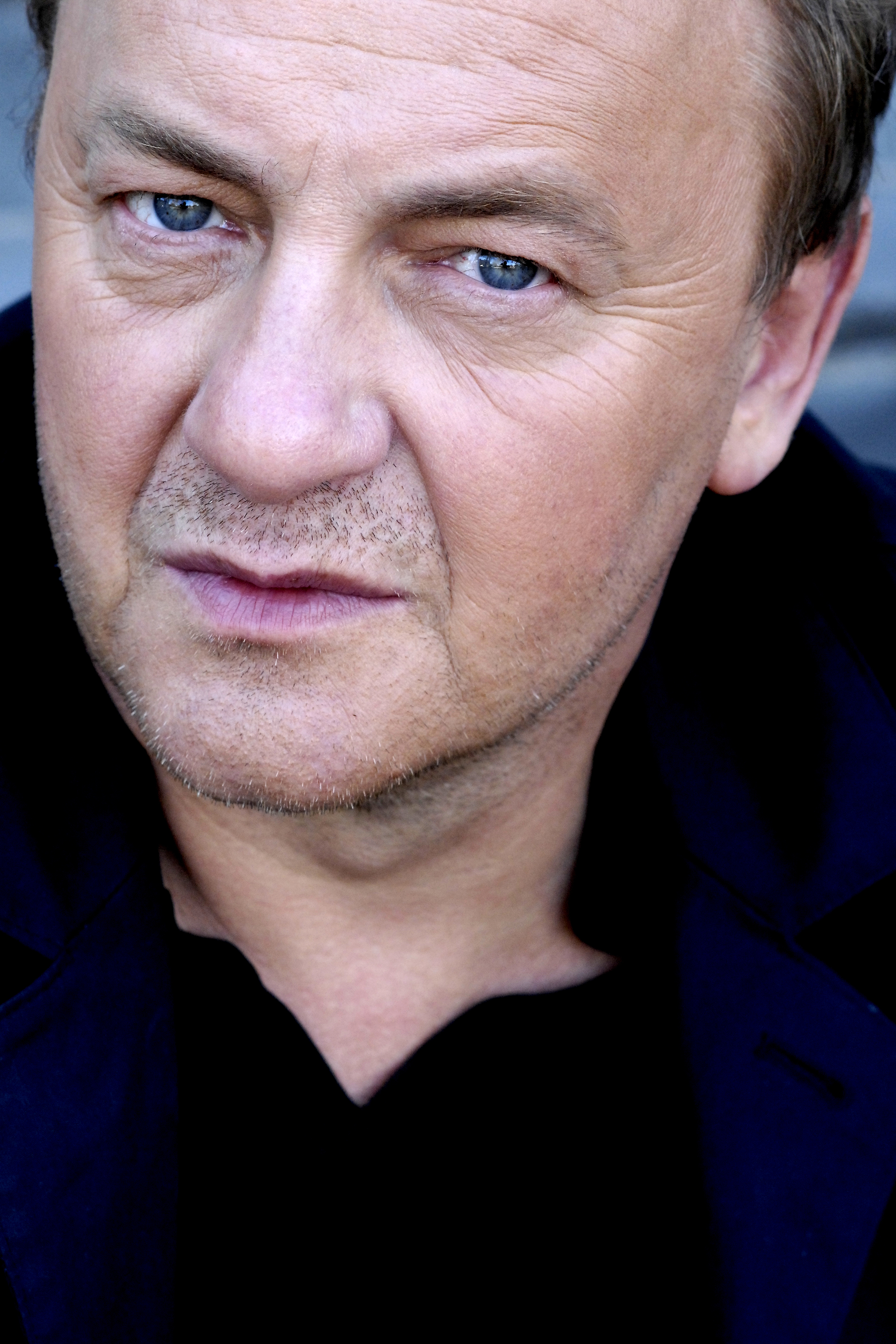
Foto: Agata Dyka (N.Y. 2007)

Janusz Leon Wiśniewski (* 18. August 1954 in Toruń, Polen) ist ein polnischer Wissenschaftler der Chemie-Informatik und Physik sowie Schriftsteller. Seit 1987 lebt und arbeitet Wiśniewski in Frankfurt am Main und in Danzig.

## Leben
Wiśniewski schloss das Studium der Ökonomie und Physik an der Nikolaus-Kopernikus-Universität Thorn mit einem Magister ab, wurde in Informatik an der Technischen Universität Warschau promoviert und schließlich in Chemie an der Technischen Universität Łódź habilitiert. Wiśniewski arbeitet seit 1987 als Informatiker in einem Unternehmen für Chemoinformatik in Deutschland. Er hat 1998 einen Aufsatz zum Beilstein-System veröffentlicht.
Sein Roman S@motność w sieci wurde 2006 von Witold Adamek mit der Musik von Ketil Bjørnstad und den Darstellern Magdalena Cielecka, Andrzej Chyra, Agnieszka Grochowska, Elżbieta Czyżewska, Jan Englert, Marek Kondrat, sowie dem Schriftsteller selbst, verfilmt. 2007 erschien das Buch in englischer Übersetzung als Loneliness on the net. Mittlerweile wurden Wiśniewskis Bücher ins Italienische, Kroatische, Bulgarische, Russische, Ukrainische, Lettische, Litauische, Tschechische, Slowakische, Albanische und ins Vietnamesische übersetzt. Eine deutsche Version von Wiśniewskis Roman Bikini wird Ende 2011 erwartet.

## Werke
- 2014, "Grand", (Wydawnictwo Wielka Litera), ISBN 978-83-64142-61-1
- 2012, Miłość oraz inne dysonanse, (z Irada Vovnenko, Wydawnictwo Znak), ISBN 978-83-240-2295-3
- 2012, Moja bliskość największa, (Wydawnictwo Literackie), ISBN 978-83-08-04999-0
- 2012, Na fejsie z moim synem, (Wydawnictwo Wielka Litera), ISBN 978-83-63387-00-6
- 2011, Ukrwienia, (Wydawnictwo Literackie), ISBN 978-83-08-04655-5
- 2011: Łóżko, Świat Książki. ISBN 978-83-247-2444-4
- 2010: Czułość oraz inne cząstki elementarne. Wydawnictwo Literackie. ISBN 978-83-08-04528-2
- 2010: Zbliżenia. Wydawnictwo Literackie. ISBN 978-83-08-04456-8
- 2009: Bajkoterapia. (Als Mitautor) Nasza Księgarnia. ISBN 978-83-10-11667-3
- 2009: Bikini. Świat Książki. ISBN 978-83-247-0391-3
- 2009: Arytmie. Elipsa. ISBN 978-83-7640-029-7
- 2008: W poszukiwaniu najważniejszego. Bajka trochę naukowa. Nasza Księgarnia. ISBN 978-83-10-11562-1
- 2008: Między wierszami. (Mit Małgorzata Domagalik) Wydawnictwo W.A.B. ISBN 978-83-7414-528-2
- 2008: Sceny z życia za ścianą. Wydawnictwo Literackie. ISBN 978-83-08-04262-5
- 2008: Arytmia uczuć. (Mit Dorota Wellman) Wydawnictwo G+J. ISBN 978-83-60376-99-7
- 2008: Listy miłosne, (Als Mitautor)Świat Książki. ISBN 978-83-247-0984-7
- 2007: Czy mężczyźni są światu potrzebni?. Wydawnictwo Literackie. ISBN 978-83-08-04101-7
- 2006: Molekuły emocji. Wydawnictwo Literackie. ISBN 83-08-03902-2
- 2006: Opowiadania letnie, a nawet gorące. (Als Mitautor) Prószyński i S-ka. ISBN 83-7469-328-2
- 2005: 188 dni i nocy. (Mit Małgorzata Domagalik) Wydawnictwo Santorski & Co. (Gegenwärtig  erneute Auflage bei dem Verlag W.A.B.) ISBN 83-60207-20-8
- 2005: Opowieści wigilijne. (Als Mitautor) Wydawnictwo Prószyński i S-ka SA. ISBN 83-7469-172-7
- 2005: Intymna teoria względności. Wydawnictwo Literackie. ISBN 83-08-03738-0
- 2005: 10 × miłość. (Als Mitautor) Świat Książki. ISBN 83-7391-784-5
- 2004: Los powtórzony. Prószyński i S-ka SA. ISBN 83-7337-756-5
- 2003: S@motność w Sieci. Tryptyk. Verlage Czarne und Prószyński S-ka. ISBN 83-7337-477-9
- 2003: Martyna. (Als Mitautor) Platforma Mediowa Point Group. ISBN 83-918772-0-5
- 2002: Zespoły napięć. Prószyński i S-ka SA. ISBN 83-7337-887-1
- 2001: S@motność w Sieci. Verlage Czarne und Prószyński S-ka. ISBN 83-7255-925-2

## Schriften
- 1998: The Beilstein System: Strategies for Effective Searching. (Als Mitverfasser) Wydawnictwo OXFORD University Press. ISBN 0-8412-3523-6
- 1993: Recent Advances In Chemical Information II. (Als Mitverfasser) Wydawnictwo Royal Society of Chemistry. London, UK. ISBN 0-85186-235-7